# Speranza A516
Der A516 ist ein PKW-Modell der ägyptischen Automarke Speranza und wurde in Lizenz des Chery A5 seit 2006 gebaut. Es handelte sich dabei um eine Stufenhecklimousine der Mittelklasse.
Im August 2006 wurde der A516 auf dem ägyptischen Markt eingeführt. Zur Serienausstattung zählen beim A516 ABS, EBD, Zentralverriegelung mit Fernbedienung, elektronische Fensterheber vorne und hinten, Klimaautomatik (halbautomatisch), elektronische Außenrückspiegeleinstellung, Scheibenheizung und einige weitere Dinge. Diebstahlwarnanlage und eine Lederausstattung sind jedoch nur gegen Aufpreis erhältlich. 
Als Motorisierung dient ein Motor mit 1600 cm³ Hubraum.